# 利弗尔卡泽勒
利弗尔卡泽勒（法語：Livers-Cazelles）是法国南部-比利牛斯大区 塔恩省的一个市镇，属于阿尔比区 谢河畔科尔德县。该市镇2009年时的人口 为216人。

## 人口
利弗尔卡泽勒人口变化图示
| 数据来源：INSEE |